# 로빈 바틀릿
로빈 바틀릿(Robin Bartlett, 1951년 4월 22일 ~ )은 미국의 배우이다.

## 출연 작품
- 셔터 아일랜드 - 브리짓 역
- 인사이드 르윈 - 릴리안 골페인 역
- H. - 헬렌 역
- 크로닉 - 마르타 역
- 조시
- 7번째 날 - 헬렌 역